# Wie adverteert een moord!
Wie adverteert een moord! is een detectiveverhaal van Agatha Christie. Het werd oorspronkelijk uitgegeven in het Verenigd Koninkrijk door Collins Crime Club onder de titel A murder is announced! in juni 1950 en enkele dagen later in de Verenigde Staten door Dodd, Mead and Company. In 1951 werd het werk vertaald naar het Nederlands en door Luitingh-Sijthoff uitgebracht voor deze markt.
In het boek lost Miss Marple een moord op die vooraf werd aangekondigd in een krant.

## Verhaal
Letitia Blacklock is verbaasd over een advertentie in de plaatselijke krant van het dorpje Chipping Cleghorn: in haar huis zal op 29 oktober om 18:30 een moord gebeuren en iedereen is uitgenodigd om dit bij te wonen. Letitia noch haar directe omgeving weten hierover.
Op de bewuste avond komen heel wat mensen naar Letitia in de veronderstelling dat er een toneelvoorstelling of interactief moordspel zal plaatsvinden. Stipt om 18:30 valt de elektriciteit (en daardoor ook het licht) uit, even later gaat de deur open, een man met brandende toorts – dewelke iedereen in het huis verblindt - verschijnt en roept dat hij een overvaller is, er vallen enkele geweerschoten en de deur gaat dicht.
Nadat de smeltveiligheidzekeringen terug werden opgezet, blijkt dat Letitia haar oorlel door een kogel is geraakt. Dora Bunner, die bij Letitia inwoont, herkent de overvaller als Rudi Scherz. Hij werd doodgeschoten met het wapen dat hij in zijn handen heeft. Alles wijst erop dat Rudi zelfmoord heeft gepleegd, maar inspecteur Craddock is hiervan niet overtuigd. Toevallig verblijft Miss Marple in een nabijgelegen kuuroord waar Rudi Scherz werkte. Zij verleent haar medewerking aan de politie.
Rudi blijkt een kruimeldief te zijn. Hij had een vriendin die beweert dat Rudi werd betaald om op de bewuste avond de rol van overvaller te spelen tijdens een grap. Zelf weet ze niet wie de opdrachtgever is.
Omdat Letitia haar oor werd geraakt, onderzoekt de politie eerst dit incident, maar zij blijkt geen vijanden te hebben en een bescheiden leven te leiden. Ze werkte vroeger bij Randall Goedler, een overleden financier. Hij heeft wel een vreemd testament laten opstellen: indien zijn vrouw Belle sterft, zal Letitia alles erven. Komt Letitia voor Belle te overlijden, zal alles naar Pip en Emma gaan, de kinderen van Randall's vervreemde zus Sonia. Feit is dat Belle's gezondheidstoestand momenteel zeer slecht is.
Letitia blijkt nog een overleden zus te hebben: Charlotte. Tijdens de Tweede Wereldoorlog vluchtten Letitia en Charlotte naar Zwitserland. Daar werd Charlotte geopereerd aan haar schildkliervergroting. Bedoeling was dat de zussen na de oorlog zouden terugkomen, maar Charlotte stierf er onverwacht.
Dora vindt enkele zaken verdacht: sinds de avond van de moord op Rudi is er in de inkomhal een tafeltje verdwenen. De deur werd geolied en de lamp in de luchter werd vervangen. Zij denkt dat inwonende neef Patrick Simmons en zijn vriendin Sonia niet zijn wie ze beweren te zijn. Letitia organiseert een verjaardagsfeestje voor Dora. Hiervoor maakt Mitzi, de paranoïde kokkin, een chocoladetaart. Dora eet van de taart, krijgt hoofdpijn en slikt aspirine uit de persoonlijke voorraad van Letitia. Daarop sterft ze.
Miss Marple vraagt aan Letitia naar foto's van Sonia Goedler, maar deze zijn allemaal uit de fotoalbums verdwenen. Dan komt roddelaarster Amy Murgatroyd, die op de eerste avond aanwezig was, met haar visie: de moordenaar zat in het huis. Toen de elektriciteit uitviel, is de moordenaar naar buiten gelopen. Daar is hij achter Rudi gaan staan. Deze moordenaar heeft Letitia trachten te raken en Rudi vermoord om vervolgens het moordwapen in diens handen te leggen. Even later wordt ook Amy vermoord gevonden.
Letitia ontvangt een brief van Julia Simmons uit Perth. Daarop biecht de "Julia" die bij haar inwoont op in werkelijkheid Emma te zijn, de dochter van Sonia. Emma nam deze rol aan in de hoop iets te krijgen van Letitia wanneer Belle zou sterven. Verder beweert ze niets met de moorden te maken te hebben.
Zwerfster Phillipa Haymes vertelt aan Miss Marple hoe de kat van de dominee een kortsluiting deed ontstaan nadat ze een glas water omverliep en het water op een halfopen elektriciteitskabel viel. Miss Marple gaat daarmee naar de politie om alle aanwezigen van de eerste avond samen te roepen.
Volgens Miss Marple is de zaak als volgt: niet Charlotte, maar wel Letitia stierf in Zwitserland. Charlotte kwam terug naar Engeland, maar moest zich daar voordoen als Letitia. Ze diende zoveel mogelijk oude bekenden te vermijden in de hoop dat het bedrog niet uitkwam. Ze droeg ook vele halskettingen om de littekens van de operatie aan haar schildkliervergroting te verbergen. Rudi werkte destijds in het ziekenhuis waar Charlotte werd behandeld en haar mogelijk zou herkennen. Het was Letitia die Rudi inhuurde, het licht deed uitvallen door water op een gescheurde elektriciteitskabel te gieten, naar buiten te lopen, Rudi neer te schieten en zichzelf te verwonden. Daarop liep ze terug binnen en nam de rol aan van “verraste aanwezige”. Dora wist wie Charlotte in werkelijkheid was, maar ze waren sinds hun kinderjaren boezemvriendinnen. Doch Letitia doodde haar uit voorzorg. Amy Murgatroyd werd vermoord omdat haar visie correct was en er zelf was achter gekomen dat Letitia in werkelijkheid Charlotte was.

## Adaptaties
- In 1956 werd het boek verfilmd. William Templeton zorgde voor het script. Hoofdrollen worden gespeeld door Gracie Fields als Miss Marple, Roger Moore als Patrick Simmons en Jessica Tandy als Leticia Blacklock.[4]
- In 1977 werd het verhaal door Leslie Darbon herschreven voor toneel. De première vond plaats in Brighton, meer bepaald in het Theatre Royal[5]
- In 1985 werd het boek verfilmd voor de BBC-reeks The Miss Marple Mysteries met Joan Hickson als Miss Marple en Ursula Howells als Miss Letitia Blacklock. In deze versie noemt de kokkin Hannah en is ze van Zwitserse afkomst, daar waar de nationaliteit van Mimzi in het oorspronkelijke verhaal ongekend is. In het boek is de kat van het mannelijke geslacht en noemt Tiglath Pileser. In deze verfilming gaat het over een vrouwelijke kat met de naam Delilah.
- In 2005 werd het boek nogmaals verfilmd voor de ITV-serie Agatha Christie's Marple met Geraldine McEwan als Miss Marple en Zoë Wanamaker als Letitia Blacklock.[6] Het verhaal op zich blijft trouw aan dat van het boek, maar de personages worden totaal anders voorgesteld.